# Бургомистр
Бургомистр (от нем. Bürgermeister) — в Германии, Австрии и Дании правительственный чиновник, осуществляющий государственную власть на территории города, в ряде европейских государств (Австрия, Германия, Нидерланды) глава муниципалитета или глава исполнительного органа муниципалитета.

## История
Должность, назначаемая или выборная, впервые в истории встречается со второй половине XIII столетия, в ряде городов Германо-римской империи, например Кёльн, Базель и других. В тот период времени обычно в городе назначались или избиралось два бургомистра или более, они назначались сеньором города или в имперских и вольных городах избирались городским советом. 
В крупных городах германских государств (земель) Федеральной Германии должность называется обер-бургомистр, а бургомистром называется советник города являющийся одновременно заместителем обер-бургомистра. Ранее также выборная или назначаемая должность существовала в Норвегии, Швеции и Финляндии, ныне в Финляндии титул «бургомистр» может присвоен советнику города являющемуся председателем городского правления.

### Австрийская Республика
В Австрийской Республике бургомистр входит в структуру органов общины, и избирается советом общины и несёт ответственность перед общинным советом.

### Королевство Нидерландов
В Королевстве Нидерландов бургомистр назначается указом короля.

### Германские государства
В Свободном государстве Тюрингия отдельная федеральная земля Германской федерации бургомистр является должностным лицом муниципалитета.
В Баден-Вюртемберге бургомистр является председателем муниципального совета и главой муниципальной администрации.
Срок полномочий бургомистра отдельных федеральных земель Германской федерации различен, и в зависимости от их конституций составляет, например: в Свободном государстве Тюрингия 6 лет, а в Рейнланд-Пфальц — 8. 

## Полномочия
- на основании постановлений правительства земли и приказов её министерств (в Дании — постановлений Государственного Совета и министерств) решает вопросы общеземельного (в Дании — общегосударственного) значения в городе;
- практически во всех землях Германии также является единоличным исполнительным органом по вопросам местного значения в городе;
- в части земель Германии является также председателем магистрата, городского собрания представителей или совета города.

## Назначение
В Германии — с середины XIX века до 1934 года и с 1945 до 1990-х годов избирался магистратом или городским собрание представителей (в северных землях) или населением (в южных землях) сроком на 12 лет. В нацистский период назначался регирунгс-президентом. С 1990-х годов во всех землях (государствах) Германии избирается населением в два тура. В Дании избирается советом города, в Швеции, Финляндии и Норвегии, когда данная должность существовала, избирался собранием городских поверенных.